# 内田登一
内田 登一（うちだ とういち, 1898年1月15日-1974年8月17日）は、日本の昆虫学者。北海道大学名誉教授。専門はヒメバチ類の分類。農林害虫に関する論文も多数著し、昆虫生態学の研究をすすめ、指導的役割を果たした。

## 生涯
1898年（明治31）1月15日、埼玉県に生まれる。
1918年（大正7）北海道帝国大学予科に入学し、その後松村松年教授に師事、昆虫学を学ぶ。1924年（大正13）3月、北海道帝国大学農学部農業生物学科を卒業し、4月より同大学農学部助手となる。1930年（昭和5）5月、同大学農学部助教授となり、9月に農学の博士号を取得した。1935年には動物学昆虫学養蚕学の講座を担当している。同年と翌1936年の夏季には、中国東北部（旧満州）へ出張する。1937年から1939年まで、ドイツほか欧米へ留学し、1939年には北海道帝国大学農学部教授となり、農学部昆虫学講座を担当する。
1958年1月、日本昆虫学会会長に就任。同年3月、北海道大学農学部長となる。1959年秋にアメリカへ出張した。1961年4月、北海道大学を定年退官し、名誉教授となる。
1968年3月、埼玉県公安委員会委員となり、翌1969年に委員長となる。1970年4月、日本応用動物昆虫学会名誉会員となる。同年11月、勲二等旭日重光章を受章する。
1974年8月17日、心不全により埼玉県熊谷市の病院にて76歳で没した。従三位を追贈された。

## 業績
内田は膜翅目ヒメバチ科の分類学的研究を専門とし、知見が貧弱であった時期にパイオニアとして研究を進めた。日本、台湾、中国本土などから1000種以上のヒメバチを記録し、100本以上の論文を発表した。
林野庁、北海道庁の委嘱を受け、戦中戦後の荒廃した森林の回復と保護に尽力した。害虫防除、各種森林の保護育成などの面でも多数の業績を残した。
戦争中も衛生昆虫学や害虫防除の研究は進んでいたが、分類など純粋昆虫学は進歩が阻まれていた。内田は戦後1946年に昆虫学の研究誌『松虫』を、渡辺千尚、高橋弘、福島正三と共に創刊し、研究者に発表の場を提供した。この研究誌は松村松年が創刊した英文学術誌『Insecta matsumurana』の休刊を補うもので、同誌が1949年7月に復刊するまで『松虫』は刊行された。

## 人物
教え子の小西正泰によると、内田は親分肌の野人で、自分の教え子だけでなく学外の人物の面倒もよくみており、「トウチャン」と呼ばれ慕われていた。大学運営面でも実力を評価され、労働組合からの信望も厚かった。教育者として学生の私生活は厳しく律していたが、論文指導では学生の意向を尊重し、多くの逸材を育てた。北大在職中はテニス部の部長を10年以上つとめた。1970年に受章した勲二等旭日重光章は、内田の「長年にわたる子弟の教育に顕著な功績があった」ことによる。内田はドイツ語に堪能で、180編ほどの論文の大半はドイツ語であった。趣味は狩猟で、晩年は出身地の埼玉県で公安委員長として活躍し、余暇には狩猟を楽しんでいた。
1946年に創刊した研究誌『松虫』の創刊号には、恩師松村松年が巻頭言を寄せ、1949年の恩師喜寿に際しては、内田が祝辞を掲載している。松村は内田を後継者として信頼していた。

## 著作
- 円山の昆虫 (共著). [出版社, 出版年不明] CiNii
- Catalogue of Japanese insects = 日本産昆蟲目録. 昆蟲趣味の會, 1933.12 CiNii
- 土蜂科. 三省堂, 1936.10 CiNii
- 馬鈴薯の害蟲. 柏葉書院, 1947.5 CiNii
- 生物と狩猟 (柏葉叢書). 柏葉書院, 1947.7  ndl
- 季節の科學 (共著). 北方書院, 1948.8（昆虫の越冬 / 内田登一 [執筆]）CiNii
- 作物ヴァイラス病 . 農業昆蟲分類學 . 作物分類學汎論 . 作物環境學 (共著). 柏葉書院, 1949.5 CiNii
- 猟 (林業解説シリーズ ; 第26). 日本林業技術協会, 1950.6. ndl
- 苗畑の害虫. 北海道野鼠防除協会, 1951.6 CiNii
- 甜菜 : 栽培と管理 (共著). 博友社, 1959.9 (虫害 / 内田登一 [執筆]) (CiNii

### 雑誌論文
- 本邦産姫蜂亞科のJoppini族の分類學的研究. 動物学雑誌 37(444), 1925-10-15, p443-457 ,
- 樺太産マルハナバチヤドリ屬の一種に就て. 動物学雑誌 38(452), 1926-06-15, p151-155 ,
- 本邦産胸細蜂科Bethylidaeに就て. 動物学雑誌 38(453), 1926-07-15, p181-186 ,
- 變日本產姫蜂科の新種及新變種（第七圖版）. 札幌博物学会会報 9(2), 1927-10-15, p193-216
- 姫蜂科の一新屬. 札幌博物学会会報 10(2), 1929-02-18, p116-118
- 伊豆大嶋の姫蜂相に就て. 札幌博物学会会報 11(2), 1930-05-25, p78-88
- 數種の本邦產アメバチの記載. 札幌博物学会会報 12(2-3), 1932-07-10, p73-78
- 本邦產セダカヤセ蜂科に就て. 札幌博物学会会報 12(4), 1932-12-31, p189-193
- ヨツボシクサカゲロウの一新寄生蜂. 昆蟲 7(4), 1933-10-24, p167-169
- 本邦産土蜂の和名に就て. 昆蟲 8(1), 1934-03-15 p7-16
- Eine neue Gattung und eine neue Art der Unterfamilie Metopiinae (HYM. ICHNEUM.). 札幌博物学会会報 13(3), 1934-06-20, p275-277
- 今夏北海道に發生せる主なる害蟲の概況. 昆蟲 10(1), 1936-02-26, p37-39
- 滿洲に於けるダイヅシングヒガ Grapholitha glycinivorella MATSUMURA の生活史(豫報) (岡田一次と共著). 昆蟲 11(5), 1937-09-20, p331-343
- 日本産Tryphonnae 族の分類學的研究. 札幌博物学会会報 16(3), 1940-07-05, p175-180
- 日本産姫蜂科のクリーチバヲメル氏のタイプ. 札幌博物学会会報 16(4), 1941-01-20, p227-230
- ナガチヤコガネの生態學的研究 (中島敏夫と共著). 北海道大學農學部 演習林研究報告 14(1), 1948-03, p101-138
- ヤチダモを加害する Argopistes 屬のハムシに就いて(第10回大會號). 昆蟲 18(6), 1950-12-30, p154-155
- BHC及びDDTによる2種の森林害虫の防除. 農薬と病虫 5(1), 1951-01, p31-32
- 64. 北海道トムラウシ開拓地に於ける害虫相の推移について(日本應用昆蟲學會・應用動物學會合同大會講演要旨) (渡邊千尚と共著). 1952-04-01, p8
- ヨトウガの休眠誘導に対する高温後の低温処理の影響-ヨトウガの休眠に関する研究-1- (正木進三と共著). 応用昆虫 8(4), 1953-03, p129-134
- 新開拓地の昆蟲相の研究 特に害蟲の推移に就て : Ⅱ. トムラウシの開拓地に於ける害蟲調査 (渡邊千尚と共著). 北海道大學農學部邦文紀要 1(3), 1953-03-05, p345-348
- 森林内における昆虫 population に關する生態學的研究 (富岡暢と共著). 北海道大學農學部邦文紀要 2(1), 1954-09-25, p96-111
- ヨトウガの休眠誘導に對する光週効果 : （ヨトウガの休眠に關する研究 Ⅱ）(正木進三と共著). 北海道大學農學部邦文紀要 2(1), 1954-09-25, p85-95
- 4. ヨトウガおよびモンシロチョウの蛹の休眠消去と温度との関係(昭和30年度日本農学会大会分科会) (正木進三と共著). 1955-04-09, p1
- 蝶類に寄生する姫蜂. 新昆虫 8(5), 1955-05
- 96. 風倒木に対する薬剤航空散布についての二,三の知見(昭和31年度日本農学会大会専門部会) (中島敏夫と共著). 應用動物學會・日本應用昆蟲學會合同大會講演要旨, 1956-04-10, p18
- ブナの喰材性害虫に関する研究 （第１報）(梅谷献二, 奧俊夫と共著). 北海道大學農學部邦文紀要 2(4), 1956-11-18, p110-117
- 43 ブナの喰材性害虫に関する研究 (第2報)(昭和32年度日本農学会大会分科会) (中島敏夫, 梅谷献二と共著). 日本応用動物昆虫学会大会講演要旨, 1957-03-29
- 北海道の風倒木地帯に於けるヤツバキクイIps typographus LINNEの異常発生に関する2・3の考察 (中島敏夫と共著). 北海道大學農學部 演習林研究報告 21(1), 1961-03, p149-168